# Glycyphana aromatica
Glycyphana aromatica es una especie de escarabajo del género Glycyphana, familia Scarabaeidae. Fue descrita científicamente por Wallace en 1867.
Se distribuye por el pacífico. Habita en Indonesia (islas Molucas, islas Bacan y Labuha). Mide 11-12 milímetros.